# Боклер, Обри, 7-й герцог Сент-Олбанс
Обри Боклер (англ. Aubrey Beauclerk; 7 апреля 1815 — 19 февраля 1816) — английский аристократ, 7-й герцог Сент-Олбанс, 7-й граф Бёрфорд, 7-й барон Хеддингтон и 4-й барон Вер из Хэмворта с 1802 года. Единственный сын Обри Боклера, 6-го герцога Сент-Олбанса, и его второй жены Луизы Меннерс. Унаследовал титулы после смерти отца в возрасте трёх месяцев, но умер спустя всего полгода. Его наследником стал дядя по отцу Уильям Боклер.